# Urga
Urga (rusko Урга – staro ime za Ulan Bator, angleški naslov Territory of Love), celovečerni film Nikite Sergejeviča Mihalkova iz leta 1991.
- Dolžina: 118 minut
- Zvrst: drama
- Leto: 1991
- Država: Francija, Rusija
- Režija: Nikita Mihalkov
- Scenarij: Rustam Ibragimbekov
- Igrajo: Vladimir Gostjukin, Larisa Kuznetsova; mongolski in kitajski naturščiki
- Jezik: mongolščina, ruščina, mandarinščina